# Synargis galena
Espèce
Synargis galena est un insecte lépidoptère appartenant à la famille  des Riodinidae et au genre Synargis.

## Taxonomie
Synargis galena a été décrit par Henry Walter Bates en 1868 sous le nom de Lemonias galena.

## Écologie et distribution
Synargis galena est présent en Guyane en Guyana et au Brésil.

### Protection
Pas de statut de protection particulier.